# Petrijevka
Pétrijevka je okrogla, nizka, steklena ali plastična laboratorijska posoda s pokrovom, ki se navadno uporablja za gojenje bakterij in za nekatere imunske teste. Ime je dobila po nemškem bakteriologu Juliusu Richardu Petriju, ki jo je leta 1887 izumil, ko je delal kot asistent pri Robertu Kochu. Steklene petrijevke so namenjene večkratni uporabi; pred ponovno uporabo je potrebna sterilizacija, na primer avtoklaviranje ali sterilizacija s suho toploto eno uro pri 160 °C. Vendar se pogosto uporabljajo plastične petrijevke za enkratno uporabo. Pogosto je premer 50 ali 100 mm ter višina 15 mm. 
Za gojenje bakterij ali celičnih kultur je v petrijevko potrebno najprej prenesti plast gojišča, torej sredstva z ustrezno sestavo, da omogoča rast bakterij oziroma celic. Pogosto se kot gojišče uporablja agar, ki se avtoklavira in se še vroč v tekočem stanju prelije v petrijevko. Pri sobni temperaturi postane čvrst. Mikroorganizme preskrbi z vodo in hranilnimi snovmi, hkrati pa jih obdrži pripete na enem mestu (za razliko od tekočih gojišč). Prednosti čvrstega agarnega gojišča so:
- morebitne nečistote ostanejo lokalizirane in pogostokrat dobro vidne;
- možno je prepoznati kolonije, ki so nastale le iz ene celice, in jih osamiti;
- opazujemo lahko značilne oblike kolonij;
- na obrobju kolonij so mlade kulture (ne pa mešanica rastočih in že odmrlih).